# Krajowa Rada Narodowa

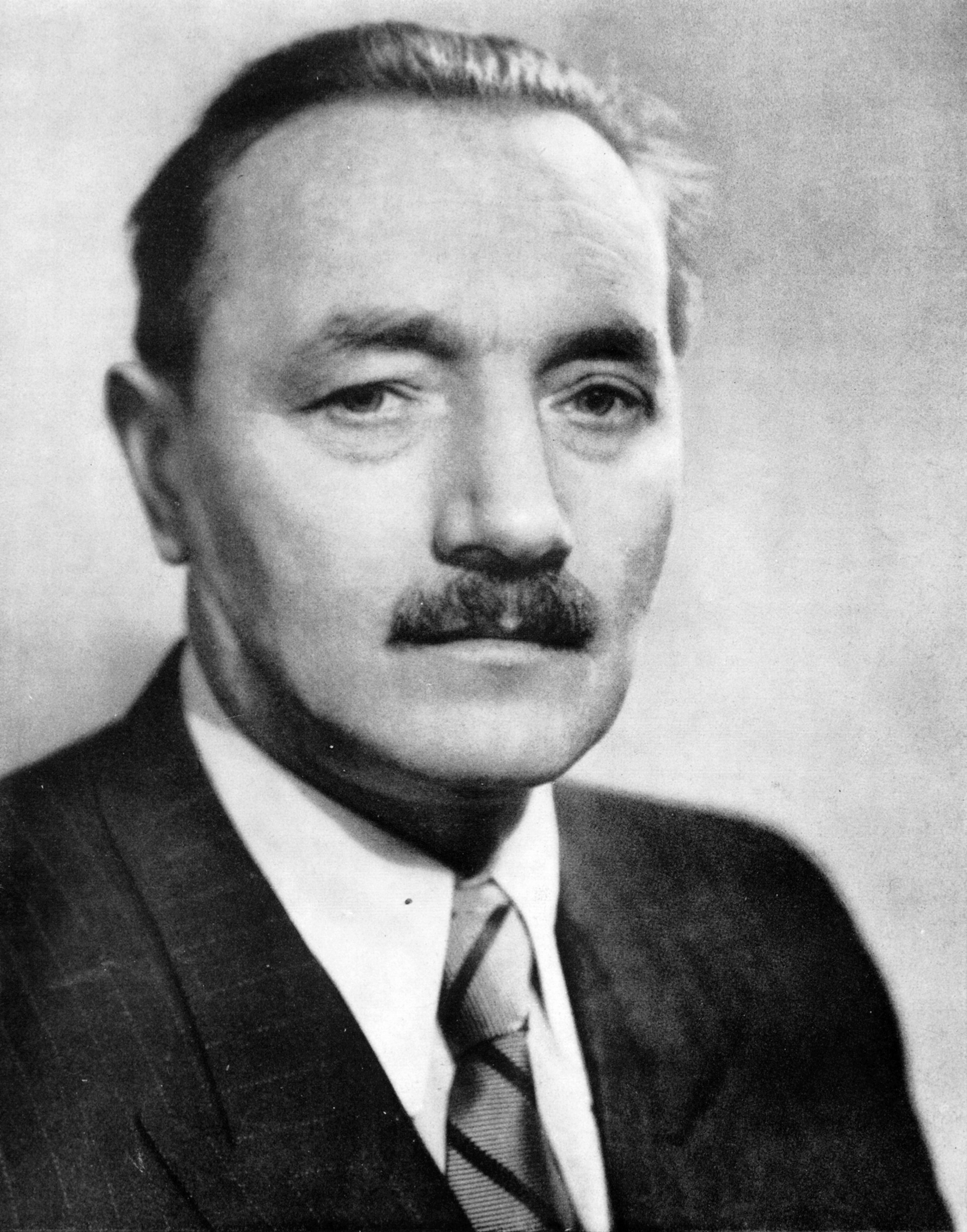
Bolesław Bierut (PPR) – Przewodniczący, następnie Prezydent KRN

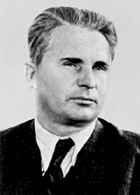
Edward Osóbka-Morawski (RPPS) – Wiceprzewodniczący KRN

Krajowa Rada Narodowa (noc z 31 grudnia 1943 na 1 stycznia 1944 – 19 stycznia 1947) – ciało polityczne utworzone podczas II wojny światowej przez Polską Partię Robotniczą (PPR) o charakterze samozwańczego polskiego parlamentu. KRN sama określała się jako „faktyczna reprezentacja polityczna narodu polskiego, upoważniona do występowania w imieniu narodu i kierowania jego losami do czasu wyzwolenia Polski spod okupacji”.
Krajowa Rada Narodowa miała być parlamentem powstającego już faktycznie państwa komunistycznego. W manifeście KRN zapowiedziano powołanie Rządu
Tymczasowego oraz budowę aparatu państwowego w terenie. Miały go tworzyć powstające w konspiracji rady narodowe. Koncepcja rad narodowych nawiązywała wprost do ustroju Związku Socjalistycznych Republik Radzieckich opartego na systemie sowietów, czyli radach robotniczych, chłopskich i żołnierskich. Rady narodowe jako organy rewolucyjne miały sprawować pełnię władzy w terenie, a KRN – jako najwyższe ogniwo w systemie rad – w całym kraju.
KRN powstała z inicjatywy Władysława Gomułki bez uprzedniej formalnej zgody moskiewskiej centrali, zorientowanej wówczas na „jednolitofrontową” linię polityczną, ale z jej późniejszą akceptacją. KRN miała być według planów Gomułki, a później również Stalina, alternatywą polityczną dla Rządu RP na uchodźstwie (ówcześnie rząd Stanisława Mikołajczyka) i struktur Polskiego Państwa Podziemnego, a jej powstanie było ostrzeżeniem dla Rządu RP na uchodźstwie, że jeśli ten nie zmieni polityki wobec ZSRR, to Stalin może uchylić się od wznowienia stosunków dyplomatycznych i uznać KRN jako nowy polski ośrodek kierowniczy. Powstanie KRN Władysław Gomułka nazwał „swoistym zamachem stanu w podziemiu”.
KRN w okresie okupacji niemieckiej reprezentował PPR i ugrupowania od niej zależne. 18 lipca 1944 roku Związek Patriotów Polskich przekazał Krajowej Radzie Narodowej swój dorobek organizacyjny i siłę zbrojną. Po czerwcu 1945 do KRN dokooptowani zostali w wyniku realizacji postanowień konferencji jałtańskiej przedstawiciele Stronnictwa Ludowego Stanisława Mikołajczyka, którzy zgodzili się uczestniczyć w kontrolowanym przez PPR, a uznanym międzynarodowo Tymczasowym Rządzie Jedności Narodowej do czasu wolnych wyborów w Polsce, przewidzianych ustaleniami mocarstw w Jałcie.

## Geneza KRN
Po zwycięstwach Armii Czerwonej pod Stalingradem i na łuku kurskim, oraz po zerwaniu przez Moskwę stosunków dyplomatycznych z Rządem RP na uchodźstwie po odkryciu grobów ofiar zbrodni katyńskiej, wyraźnym stało się, że Moskwa tworzy alternatywny wobec rządu w Londynie ośrodek polityczny. Dowodem na to było powołanie Związku Patriotów Polskich i 1 Dywizji Piechoty im. Tadeusza Kościuszki i ranga propagandowa nadana tym wydarzeniom, przy równoczesnym podważaniu legitymizacji rządu polskiego. Stalin działał wielowariantowo – wybór wariantu najkorzystniejszego dla ZSRR zależał od aktualnego układu sił, natomiast zmierzał w każdym wariancie do utworzenia rządu polskiego niesuwerennego – uzależnionego od ZSRR. Rozpoczęta po bitwie na łuku kurskim w końcu sierpnia 1943 ofensywa Armii Czerwonej na całej długości frontu oznaczała niepowstrzymane zbliżanie się wojsk sowieckich do granic Polski.
W lutym 1943 roku PPR podjęła próbę zalegalizowania partii w układzie politycznym Państwa Podziemnego. Rozmowy w tej kwestii z Delegaturą na Kraj zakończyły się fiaskiem. Gomułka twierdził, że ostatecznie podjął decyzję o konieczności tworzenia nowego ośrodka władzy państwowej w kraju pod wpływem deklaracji Krajowej Reprezentacji Politycznej z 15 sierpnia 1943 r., która kategorycznie odrzucała współpracę z komunistami, oraz pod wpływem informacji o mordzie pod Borowem. Jasnym stawało się dla niego, że nie ma żadnych szans na współdziałanie PPR z ugrupowaniami politycznymi tworzącymi władze podziemne, nie mówiąc już o koalicji.
W listopadzie 1943 roku Władysław Gomułka opracował manifest programowy Polskiej Partii Robotniczej „O co walczymy? Deklaracja Programowa Polskiej Partii Robotniczej”, w której PPR odmawiała legalizmu rządowi w Londynie i Delegaturze. Gomułka, w okresie braku łączności z Moskwą (wcześniejszy sekretarz PPR – Finder czekał na akceptację Kominternu w tej kwestii) zadecydował o utworzeniu nowego, krajowego ośrodka władzy państwowej. 15 grudnia 1943 roku ogłoszono Manifest demokratycznych organizacji społeczno-politycznych i wojskowych w Polsce. Zawierał on oskarżenia pod adresem rządu w Londynie i „jego krajowej ekspozytury” o „ciężkie sprzeniewierzenie się interesom narodu i państwa polskiego”. Deklarował przyjaźń i współpracę ze wszystkimi aliantami, a odnośnie do ZSRR natychmiastowe wznowienie stosunków dyplomatycznych. Zakładał włączenie do państwa polskiego ziem „zgermanizowanych przemocą” i ustalenie granicy wschodniej „zgodnie z wolą ludności i na zasadzie przyjaznego porozumienia ze Związkiem Radzieckim”. Zapowiadał powołanie Rządu Tymczasowego i pięcioprzymiotnikowe wybory do Zgromadzenia Narodowego. Co do kwestii gospodarczych zakładał wywłaszczenie bez odszkodowania wielkiej własności ziemskiej i oddanie chłopom oraz robotnikom rolnym ziemi obszarniczej, a także nacjonalizację wielkiego przemysłu i handlu. Pierwotnie PPR nie uzyskała poparcia żadnej innej organizacji dla „Manifestu” mimo zabiegów Gomułki o przyciągnięcie do współpracy krajowego Stronnictwa Ludowego i RPPS.
Gomułka w swoich pamiętnikach tak opisuje ideę powołania KRN: „Nie miałem wątpliwości, że jeśli PPR nie przejawi inicjatywy w sprawie powołania rządu przez czynniki krajowe, inicjatywę utworzenia rządu przejmie Związek Patriotów Polskich, działając z inspiracji lub wprost na polecenia władz radzieckich, które nie mogą dopuścić do tego, aby przy wkraczaniu ich wojsk na ziemie polskie nie było tam żadnej uznawanej przez nie polskiej władzy państwowej. Toteż uważałem, że w Związku Radzieckim może zrodzić się koncepcja, aby formacje wojskowe Berlinga wkraczały na ziemie polskie jednocześnie z utworzonym uprzednio w ZSRR rządem polskim, który w ten sposób zostanie zainstalowany w kraju (...). Uznając realność takiej koncepcji, jednocześnie uważałem ją za politycznie szkodliwą z punktu widzenia możliwości uzyskania poparcia dla takiego rządu (...).”.
Plany utworzenia KRN uwidoczniły konflikt między Gomułką a Bierutem. Gomułka uważał, że kluczową sprawą dla komunistów w Polsce jest pozyskanie poparcia społecznego (podejmował rozmowy z lewicowymi socjalistami z RPPS i ludowcami w celu włączenia ich do KRN, a po odrzuceniu tej propozycji dopuszczał likwidację KRN celem wejścia do tworzonego przez ludowców i RPPS – Centralnego Komitetu Ludowego). Bierut uznawał za najważniejsze dla komunistów wkroczenie do Polski Armii Czerwonej i jej poparcie dla przemian ustrojowych. Uważał, że wtedy to PPR „stanie się przedmiotem zabiegów ze strony innych partii.”. Pierwotnie Bierut odmówił zostania przewodniczącym KRN. W opinii Pawła Wieczorkiewicza konflikt między Bierutem a Gomułką, wbrew temu, co pisano na ten temat później, nie miał charakteru programowego, gdyż Gomułka był równie subordynowanym komunistą jak Bierut, tyle że słabiej zorientowanym w długofalowych planach moskiewskiej centrali i nie posiadał bezpośrednich powiązań o charakterze agenturalnym. Zupełnie inaczej kwestie te widzi Anna Sobór–Świderska, która, odnosząc się do nieufności Moskwy wobec Gomułki, cytuje faktyczny donos, w którym Bierut oskarżył Gomułkę w liście do Dymitrowa, że wraz ze swoimi stronnikami w KC PPR gotowy jest „wlec się w ogonie ugrupowań reakcyjnych, popierających rząd londyński”, co wskazuje na to, że podejmuje decyzje nieuzgodnione z Moskwą a to, zdaniem Bieruta, wymaga „gruntownego omówienia” z Dymitrowem „zagadnień organizacyjnych” PPR. Również Krystyna Kersten uważała, że spór dotyczył „podstawowego zagadnienia sposobu sprawowania władzy”.

## Utworzenie KRN

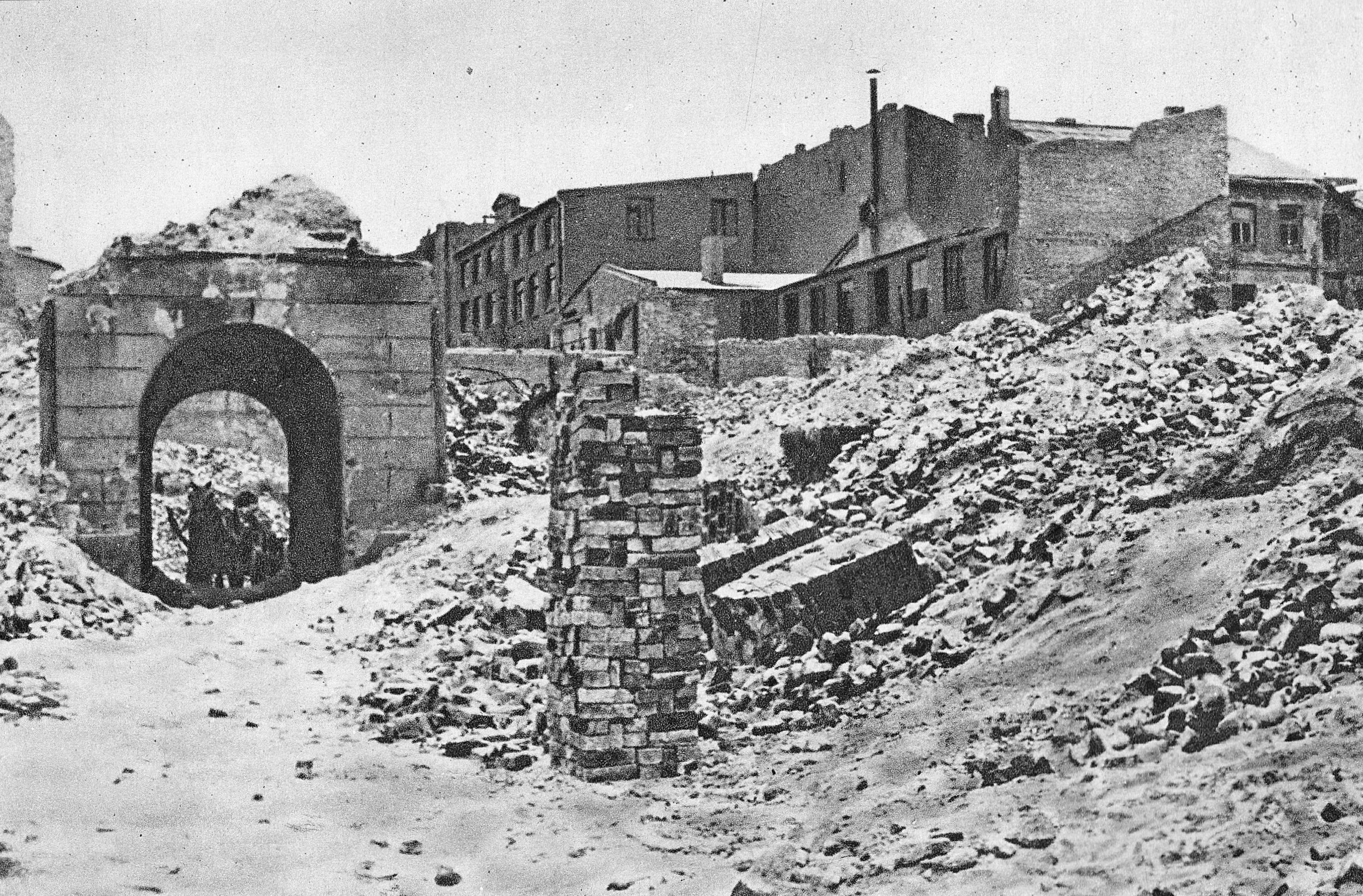
Ruiny kamienicy przy Twardej 22, w której w nocy z 31 grudnia 1943 na 1 stycznia 1944 powołano KRN

KRN powstała w konspiracji w noc sylwestrową z 31 grudnia 1943 na 1 stycznia 1944 roku, z inicjatywy Polskiej Partii Robotniczej w lokalu znajdującym się w nieistniejącej kamienicy przy ul. Twardej 22 w Warszawie. W zebraniu założycielskim wzięli udział prawie wyłącznie członkowie PPR (14 na 19 uczestników), organizatorzy zdołali pozyskać tylko dwóch działaczy socjalistycznych (Edward Osóbka-Morawski i Jan Haneman). W charakterze gości i obserwatorów zaproszono dwóch innych działaczy (Franciszek Litwin i Antoni Korzycki), którzy zaczęli występować jako reprezentanci ruchów ludowych dopiero na przełomie lutego i marca 1944, po przejęciu przez PPR jednego z mniejszych ugrupowań o tym charakterze. W posiedzeniu wzięła też udział przedstawicielka Żydowskiego Związku Robotniczego Pola Elster.
W skład Prezydium KRN weszli: Bolesław Bierut (przewodniczący, od 31 grudnia 1944 – Prezydent KRN), Edward Osóbka-Morawski (wiceprzewodniczący), Władysław Kowalski (członek), Michał Rola-Żymierski (członek) i Kazimierz Mijal (sekretarz). W skład KRN na pierwszym posiedzeniu weszli również m.in. Władysław Gomułka, Ignacy Loga-Sowiński, Franciszek Jóźwiak, Zenon Kliszko, Stanisław Szwalbe, Stanisław Tołwiński.
W czasie pierwszego spotkania członków rady, uchwalono program. KRN za cel postawiła sobie walkę o Polskę Ludową związaną z ZSRR sojuszem. Deklaracja programowa stwierdzała, że kierownictwo w kraju reprezentujące wolę dążenia i interesy najszerszych mas społeczeństwa, przejmuje KRN jako wykonawczyni woli narodu. Najważniejszym zadaniem narodu jest zjednoczenie wszystkich sił w walce z okupantem. Dlatego KRN przejmuje zwierzchnictwo nad siłami zbrojnymi. Deklaracja programowa zapowiadała wywłaszczenie bez odszkodowania, przekazanie ziemi obszarniczej i poniemieckiej chłopom i robotnikom rolnym oraz nacjonalizację wielkiego przemysłu, kopalń, banków i transportu. Dla przeprowadzenia tych reform miała powołać Rząd Tymczasowy, który sprawować będzie władzę do chwili wyłonienia w demokratycznych, pięcioprzymiotnikowych wyborach Zgromadzenia Ustawodawczego. W polityce zagranicznej formułowano zadania polegające na „przywróceniu Polsce wszystkich ziem polskich na zachodzie i północy, które zostały przemocą zgermanizowane; rozwiązaniu problemów granicznych na wschodzie w drodze przyjaznego porozumienia się Polski ze Związkiem Sowieckim, przy uznaniu prawa narodów do samookreślenia; jak najszybszym nawiązaniu stosunków trwałej przyjaźni i współpracy Polski ze Związkiem Sowieckim oraz przyłączeniu się Polski do paktu zawartego między ZSRR i Czechosłowacją w grudniu 1943 r.; utrzymaniu i zacieśnieniu węzłów przyjaźni z pozostałymi aliantami”. KRN stwierdzała, iż rząd polski w Londynie nie ma prawa występować w imieniu narodu, oświadczając zarazem, że „naród nigdy nie uznał elitarno-totalistycznej konstytucji z kwietnia 1935 roku”.
Dekret KRN powołał do życia Armię Ludową i wezwał do wstępowania do niej.
Powstanie KRN spotkało się zarówno z gwałtowną reakcją rządu w Londynie oraz krajowych organizacji politycznych, jak i nieufnością ze strony Moskwy.
9 stycznia 1944 r. w odpowiedzi na powstanie KRN utworzono Radę Jedności Narodowej (stanowiącą w strukturze państwa podziemnego odpowiednik parlamentu) złożoną z głównych ugrupowań politycznych w kraju (PPS, SL, SN, SP). W specjalnej odezwie 23 stronnictwa i organizacje polityczne oraz społeczne stwierdzały: Według dyrektyw zewnętrznych i niepolskiego ośrodka decyzyjnego, maskując swoje istotne cele i poruczone przez swych mocodawców zadania, obłudnie nadużywając haseł patriotycznych i narodowych, komunistyczna PPR i jej ekspozytura w rodzaju rzekomo „polskiej Armii Ludowej”, deklarują gotowość oddania ziem wschodnich Rzeczypospolitej Rosji [...] zwalczają rząd i armię polską i ich odpowiedniki w kraju, w dążeniu zaś do osłabienia i rozbicia sił narodowych, powołują Krajową Radę Narodową [...]'”.
Samo powstanie KRN dokonane bez wiedzy Moskwy oraz linia polityczna Gomułki zaprezentowana w deklaracji określającej cele KRN wzbudziły nieufność w Moskwie. Centralne Biuro Komunistów Polski (Jakub Berman, Aleksander Zawadzki, Wanda Wasilewska, Stanisław Radkiewicz, Hilary Minc, Karol Świerczewski, Stefan Wierbłowski) – tajna struktura powołana przez Sekretariat KC WKP(b) w celu przejęcia władzy w Polsce, afiliowana przy Komitecie Centralnym Wszechzwiązkowej Komunistycznej Partii (bolszewików) (WKP(b)) i kontroli nad strukturami komunistycznymi w Polsce (Biuro uznawało się za nadrzędne wobec PPR, o jego istnieniu władze PPR dowiedziały się w początkach sierpnia 1944 w Lublinie, zaś sekretarz generalny PPR Władysław Gomułka 18 lipca 1944 w Warszawie, z pierwszej depeszy otrzymanej przez PPR od CBKP poprzedniego dnia) – krytykowało KRN za przyjęcie „sekciarskiego” programu. Zarzucano jej odejście od linii „jednolitofrontowej” poprzez wysunięcie hasła budowy Polski Ludowej oraz nacjonalizacji przy braku gwarancji indywidualnej własności ziemi oraz drobnej i średniej własności w przemyśle i handlu. CBKP proponowało inaczej niż KRN wywłaszczenia ziemskie za odszkodowaniem oraz parcelację gospodarstw powyżej 100 ha (PPR – 50). „(…) hasło Polski Ludowej (…) jest nie do przyjęcia jako nieskoordynowane z linią polityczną w skali ogólnej” – brzmiała depesza CBKP do KC PPR. Biuro uznawało, że KRN powinna być jedynie organem konsolidującym siły opowiadające się za porozumieniem z ZSRR, a nie organem władzy wydającym dekrety. W okresie do maja 1944 organy prasowe Związku Patriotów Polskich w ZSRR napisały o KRN tylko jeden raz. Z dokumentów wynika, że istniał formalny zakaz podnoszenia tej tematyki. W sierpniu 1944 członkowie Biura stworzyli większość w utworzonym wówczas, również tajnym, Biurze Politycznym PPR. Do BP PPR weszli wówczas: Władysław Gomułka, Bolesław Bierut, Jakub Berman, Hilary Minc i Aleksander Zawadzki (trzej ostatni ze składu CBKP).
KRN, a faktycznie PPR, przystąpiła do tworzenia terenowych rad narodowych, wojewódzkich, powiatowych, miejskich i gminnych. Starała się przyciągnąć do współpracy w radach działaczy komunistycznych i lewicowych. Pod koniec okupacji istniało, głównie na papierze, obok rad wojewódzkich, kilkadziesiąt rad powiatowych i około 300 miejskich i gminnych. Nie przejawiały one widocznej dla społeczeństwa działalności. Miały one po wkroczeniu do kraju Armii Czerwonej stać się formą ustrojową sprawowania władzy przez obóz komunistyczny. KRN i rady terenowe - wbrew kłamliwym informacjom podanym przez pełnomocników KRN i ZPP w depeszy do Stalina z 15 lipca 1944 r. o popieraniu jej przez większość społeczeństwa w Polsce - reprezentowały jedynie znikomą jego część. Program KRN znajdował niewielki oddźwięk w radykalnie nastawionych grupach społeczeństwa, które ze względu na swą sytuację materialną liczyły na szybką poprawę swego położenia w konsekwencji zrealizowania zapowiadanych reform społecznych i gospodarczych.
| data powstania | miejsce działalności                            | przewodniczący            |
| -------------- | ----------------------------------------------- | ------------------------- |
| 18 lutego      | Lubelska WRN                                    | Kazimierz Sidor (PPR)     |
| 20 lutego      | RN m. st. Warszawy                              | Kazimierz Przybył (PPR)   |
| 12 marca       | Warszawska WRN                                  | Henryk Szafrański (PPR)   |
| maj            | Warszawska WRN dla terenów włączonych do Rzeszy | Michał Gwiazdowicz (SL)   |
| 9 lipiec       | Krakowska WRN                                   | Witold Wyspiański (RPPS)  |
| 25 lipiec      | Kielecka WRN                                    | Wilhelm Garncarczyk (SL)  |
| 30 lipiec      | Łódzka WRN                                      | Jan Dąb-Kocioł (SL)       |
| sierpień       | Śląska WRN                                      | Zdzisław Wiśniewski (PPR) |

## Charakter KRN
KRN miała być według deklaracji (oficjalnie ogłoszonej w dniu powstania, a stworzonej wcześniej, 15 grudnia 1943), szeroką reprezentacją antyfaszystowskich nurtów demokratycznych polskiego społeczeństwa, co według komunistów wykluczało udział w niej przedstawicieli sanacji i SN. KRN nie miała istotnego i znaczącego wpływu na wydarzenia polityczne, była jedynie forum, na którym opozycja wyrażała swoje protesty przeciwko represjom i składała interpelacje, systematycznie odrzucane przez zdominowaną przez komunistów z PPR większość.
KRN była zarówno władzą ustawodawczą, jak i wykonawczą (jej przewodniczący Bolesław Bierut pełnił funkcję głowy państwa).
11 września 1944 r. ustawą o organizacji i zakresie działania rad narodowych określono strukturę i kompetencje KRN. Liczebność KRN, w nawiązaniu do postanowień Konstytucji marcowej, miała liczyć do 444 członków. Dokooptowywać kolejnych członków mogło plenum KRN na wniosek jej Prezydium. Prezydium wybierane było przez plenum KRN a składało się z Przewodniczącego, jego zastępców oraz Naczelnego Dowódcy Wojska Polskiego. KRN m.in. miała prawo do uchwalania ustaw, przyjmowania budżetu, ustalania stanu liczebnego wojska, kontroli działalności działań organów wykonawczych z punktu widzenia zgodności z ustawami oraz pod względem celowości. Do KRN należały również powoływanie i odwoływanie naczelnego dowództwa Wojska Polskiego, zaciąganie pożyczek, zatwierdzanie międzynarodowych umów handlowych, zawieranie pokoju i wprowadzanie stanu wyjątkowego.
11 września 1944 r. ustawą KRN o kompetencji przewodniczącego KRN przyznano mu wszystkie uprawnienia Marszałka Sejmu. Uznając urząd Prezydenta RP za opróżniony, ustawa przyznawała przewodniczącemu KRN określone Konstytucją marcową uprawnienia Prezydenta w zakresie ogłaszania ustaw, zwierzchnictwa Sił Zbrojnych, wykonywania prawa łaski, reprezentowania Państwa Polskiego na zewnątrz, zawierania umów międzynarodowych, mianowania sędziów i nadawania odznaczeń.
Władzę w KRN sprawowało w sposób praktycznie absolutny prezydium, które dokonywało odwoływania posłów, określało porządek obrad i czas ich trwania oraz nadzorowało komisje, kontrolowało system sądowniczy i podejmowało decyzje odnośnie do stanowisk państwowych, a także wydawało dekrety – prezydium KRN znajdowało się poza wszelką kontrolą, gdyż nie mogło go odwołać plenum KRN.

## Działalność KRN

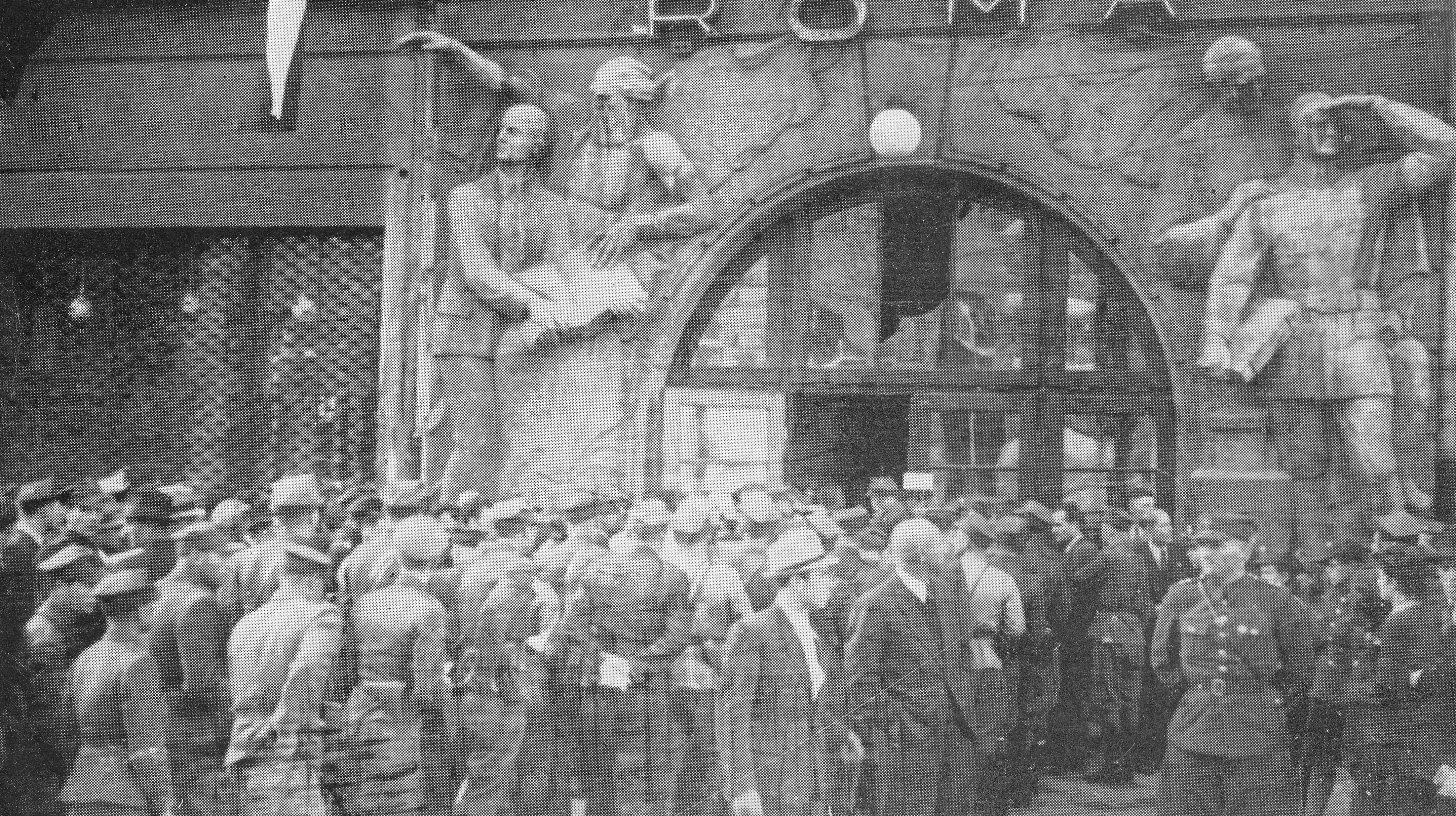
Wejście do budynku „Romy” przy ul. Nowogrodzkiej 49 w Warszawie, miejsca obrad plenarnych KRN w latach 1945–1947

Nie wiedząc o powstaniu KRN, Stalin w tym samym czasie planował powołanie Polskiego Komitetu Narodowego na bazie polskich środowisk komunistycznych w ZSRR na czele z Wandą Wasilewską i Alfredem Lampe i Związku Patriotów Polskich, jako ośrodka politycznego alternatywnego dla rządu RP na uchodźstwie. Gomułka w liście kierowanym do Moskwy, wyjaśniając motywy powołania KRN, stwierdzał m.in. „Tworząc KRN, PPR wychodzi z założenia, że w sprawach dotyczących kraju mogą decydować tylko czynniki wyłonione w kraju lub przez kraj powołane. (…) doszła nas wiadomość, że ZPP organizuje polityczną reprezentację narodu polskiego na zewnątrz. (…) Dla pracy KRN na zewnątrz kraju reprezentacja zewnętrzna jest konieczna. Podjęte niezależnie od siebie inicjatywy utworzenia KRN przez nas w kraju i reprezentacji politycznej na zewnątrz przez ZPP mogą się świetnie uzupełniać przy zastosowaniu pewnych warunków. (…) Obawiamy się, że aby nie skoordynowane posunięcia przez nas w kraju przez was za granicą nie powodowały pewnego zamieszania w naszej pracy”. W celu wyjaśnienia sytuacji i nawiązania kontaktu ze Stalinem 15 marca 1944 r. Gomułka wysłał do Moskwy delegację KRN w składzie: Spychalski, Osóbka-Morawski, Sidor, Haneman. Została ona jednak przez dwa miesiące zatrzymana w bazie partyzantki radzieckiej na Polesiu. Jeszcze 24 kwietnia 1944 Mołotow podczas spotkania z Oskarem Lange miał stwierdzić o KRN: „Organ ten powstał bez wpływu na to ze strony ZSRR i ZPP. Nie wiadomo, czy jest to poważna organizacja”.
Dopiero 17 maja delegacja KRN została sprowadzona do Moskwy. Nazajutrz rozpoczęły się rozmowy z Prezydium ZG ZPP i CBKP. 19 i 22 maja przyjął delegację Stalin oświadczając, że gotów jest uznać KRN za przedstawicielstwo narodu polskiego oraz nawiązać stosunki z jej organem wykonawczym. Zgodził się jednak również z zastrzeżeniami delegacji KRN, że powołanie takiego organu byłoby przedwczesne. PPR uważała bowiem, że nowy ośrodek rządowy musi powstać w kraju, a nie na emigracji. Stalin zapewnił jednocześnie, że „rząd londyński w tym składzie jak dziś nie będzie przez ZSRR uznany”. Sugerowało to, że w innym składzie rząd ten poszerzony przypuszczalnie przez ludzi z KRN i ZPP może mieć szanse na uznanie przez Stalina.
22 czerwca 1944 Stalin spotkał się ponownie z delegacją KRN oświadczając, że gotów jest rozmawiać o utworzeniu na terenie ZSRR jedynie organu wykonawczego KRN dla administrowania terenów zajmowanych przez Armię Czerwoną. Stalin nie uznawał jeszcze środowisk komunistycznych za nowy ośrodek władzy, gdyż powodowałoby to dalsze zaostrzenie się stosunków z Wielką Brytanią, która zabiegała o przywrócenie stosunków rządu polskiego w Londynie z ZSRR.
23 czerwca Mikołajczyk odrzucił ultimatum Stalina dotyczące reorganizacji rządu polskiego na uchodźstwie. Tym samym szala decyzji sowieckich przechyliła się na rzecz pozwolenia komunistom polskim na tworzenie nowego ośrodka władzy. W tym czasie klucz do rozwiązania polskiej sprawy znajdował się w Moskwie i nie było już mowy o powrocie rządu londyńskiego do Warszawy bez uprzedniego porozumienia się ze Stalinem i polskimi komunistami. 24 czerwca Związek Patriotów Polskich uznał KRN za „prawdziwe przedstawicielstwo narodu polskiego”, ale nie podporządkował się jej jeszcze wraz z 1 Armią Polską w ZSRR (armią Berlinga). 26 czerwca delegacja KRN przyjęta została przez ambasadora brytyjskiego, który wysłuchał informacji o możliwości utworzenia w ZSRR rządu polskiego „w bardzo krótkim czasie”.
6 lipca do ZSRR przybyła druga delegacja KRN w składzie: Michał Rola-Żymierski, Stanisław Kotek-Agroszewski i Jan Czechowski. Delegacja przywiozła pełnomocnictwa do utworzenia organu wykonawczego. Delegacja ta była nieliczna, jeśli wziąć pod uwagę żądanie Stalina przybycia do Moskwy czołowych działaczy KRN, PPR i dowódców Armii Ludowej. 15 lipca Stalin przyjął Żymierskiego i oświadczył mu, że nowy ośrodek kierowniczy powinien przyjąć charakter komitetu wyzwolenia narodowego.
Podczas rozmów przedstawicieli KRN przebywających w Moskwie z CBKP powstała idea powołania organu przyszłej władzy w Polsce złożonego z przedstawicieli obu grup działaczy. 15 lipca Osóbka-Morawski jako przewodniczący KRN i Wanda Wasilewska wystosowali list do Stalina stwierdzający, że „sytuacja w pełni dojrzała do utworzenia Tymczasowego Rządu Polskiego i dalsza zwłoka może doprowadzić do poważnych powikłań”. Autorzy listu argumentowali, że wkroczenie Armii Czerwonej na tereny etnicznie polskie nieobjęte polską administracją będzie odbierane przez „elementy wrogie” jako „początek rosyjskiej okupacji”. Rząd tymczasowy dałby szanse na „podważenie podstawy tajnej administracji polskiego rządu emigracyjnego a także ”przyspieszenie rozkładu reakcyjnego obozu w kraju i na emigracji”, a jednocześnie „wzmocnienie autorytetu” sił komunistycznych w Polsce. Podnoszono w liście konieczność nawiązania stosunków dyplomatycznych między Polską a ZSRR, do czego byłby uprawniony organ o charakterze rządowym. Wskazywano też na pilność przesądzenia kwestii granicy wschodniej Polski na linii Curzona, która to linia miała stać się linią demarkacyjną między terenami zarządzanymi przez administracje radziecką i polską. Rząd Tymczasowy mógł też przeprowadzić mobilizację na terenach polskich. Stwierdzano, że rząd powinien powstać „w oparciu o KRN uzupełniony w pierwszym okresie innych demokratycznych organizacji w kraju i za granicą”. Rząd powinien być odpowiedzialny przed KRN i działać do czasu zwołania Sejmu Ustawodawczego. Program przedstawiony w liście szedł dalej niż koncepcja Stalina, która zakładała utworzenie jedynie komitetu narodowego. Koncepcja ta nie zakładała żadnej legitymizacji prawnej nowego rządu, uważając jego powołanie za działanie o charakterze rewolucyjnym usprawiedliwione tym, że rząd w Londynie działa również na podstawie „nielegalnej” konstytucji kwietniowej z 1935 r. Stalin nie wyraził zgody na tę koncepcję. W następnych dniach w środowiskach komunistów polskich w ZSRR trwały dyskusje w których przedstawiano pomysły powołania delegatury KRN dla ziem wyzwolonych.
W konsekwencji rozpoczętej 22 czerwca 1944 roku ofensywy białoruskiej (Operacja Bagration) Armia Czerwona wyparła Wehrmacht z terenów Białorusi i wschodnich terenów II Rzeczypospolitej i przewidywane było jej wkroczenie na terytorium Polski na zachód od tzw. Linii Curzona, uznanej przez Wielką Brytanię, USA i ZSRR w tajnym porozumieniu na konferencji w Teheranie w grudniu 1943 za powojenną granicę polsko-sowiecką.
22 lipca 1944 roku Radio Moskwa poinformowało, że powołany przez KRN Polski Komitet Wyzwolenia Narodowego powstał w Chełmie, pierwszym mieście polskim na zachód od Linii Curzona zajętym przez Armię Czerwoną. Powstanie PKWN miała legitymizować ustawa KRN o jego powołaniu, co było fikcją prawną z racji braku uprawnień przebywającej w Moskwie jej delegacji. Władysław Gomułka pisał w swych pamiętnikach, że zakres pełnomocnictw delegacji KRN nie został nigdy nakreślony.
31 grudnia 1944 KRN powołała formalnie Rząd Tymczasowy Rzeczypospolitej Polskiej, z premierem Edwardem Osóbką-Morawskim. Faktycznie była to decyzja polityczna Józefa Stalina.
Dekretem z 28 czerwca 1945 r. KRN powołała Tymczasowy Rząd Jedności Narodowej. W konsekwencji konferencji moskiewskiej w czerwcu 1945, będącej realizacją porozumień jałtańskich w sprawie utworzenia Tymczasowego Rządu Jedności Narodowej do czasu przeprowadzenia wolnych wyborów na terytorium Polski, skład KRN został poszerzony o kilkunastu, a później kilkudziesięciu przedstawicieli grupy Stanisława Mikołajczyka. 28 czerwca 1945 roku do składu Prezydium KRN dokooptowano schorowanego już Wincentego Witosa (PSL) (faktycznie nie wykonywał funkcji) i Stanisława Grabskiego (bezpartyjny, przed wojną związany z endecją) oraz jednocześnie przedstawiciela lubelskiej PPS, Stanisława Szwalbego. Zostali oni wiceprezydentami KRN.
Organami prasowymi KRN były: 
- Biuletyn Informacyjny – pismo Prezydium KRN

- Biuletyn Informacyjny – pismo Kieleckiej Wojewódzkiej Rady Narodowej

- Biuletyn Informacyjny Łódzkiej Wojewódzkiej Rady Narodowej

- Biuletyn Rady Narodowej Miasta Częstochowy

- Biuletyn Sprawozdawczy Prezydium Krajowej Rady Narodowej

- Głos Ludu – pismo Lubelskiej Wojewódzkiej Rady Narodowej

- Informator Krajowej Rady Narodowej – pismo Prezydium KRN

- KRN – pismo Wojewódzkiej Rady Narodowej w Krakowie

- Myśl Chłopska – pismo Warszawskiej Wojewódzkiej Rady Narodowej dla terenów lewobrzeżnych

- Pracownik Stolicy – pismo Warszawskiej Rady Narodowej

- Rada Narodowa – pismo Prezydium KRN

- Rada Narodowa – pismo Lubelskiej Wojewódzkiej Rady Narodowej

- Trybuna Wolności – pismo Powiatowej Rady Narodowej w Opatowie oraz Miejskiej Rady Narodowej w Ostrowcu Świętokrzyskim.

W 1944 jej siedzibą był budynek d. Dyrekcji Kolei Państwowych przy ul. Targowej 74 w Warszawie. Po wyzwoleniu w 1945 spod okupacji niemieckiej lewobrzeżnej części miasta, miejscem obrad KRN stał się wydzierżawiony budynek „Romy” (Domu Akcji Katolickiej im. Papieża Piusa XI) przy ul. Nowogrodzkiej 49, gdzie znajdowała się jedyna niezniszczona wielka sala z galerią dla publiczności. Siedzibą Biura Prezydialnego Krajowej Rady Narodowej i jej przewodniczącego był Belweder.
Oficjalnie KRN zakończyła działalność 19 stycznia 1947 po sfałszowanych na korzyść Bloku Demokratycznego (PPR i partie satelickie) wyborach do Sejmu Ustawodawczego.

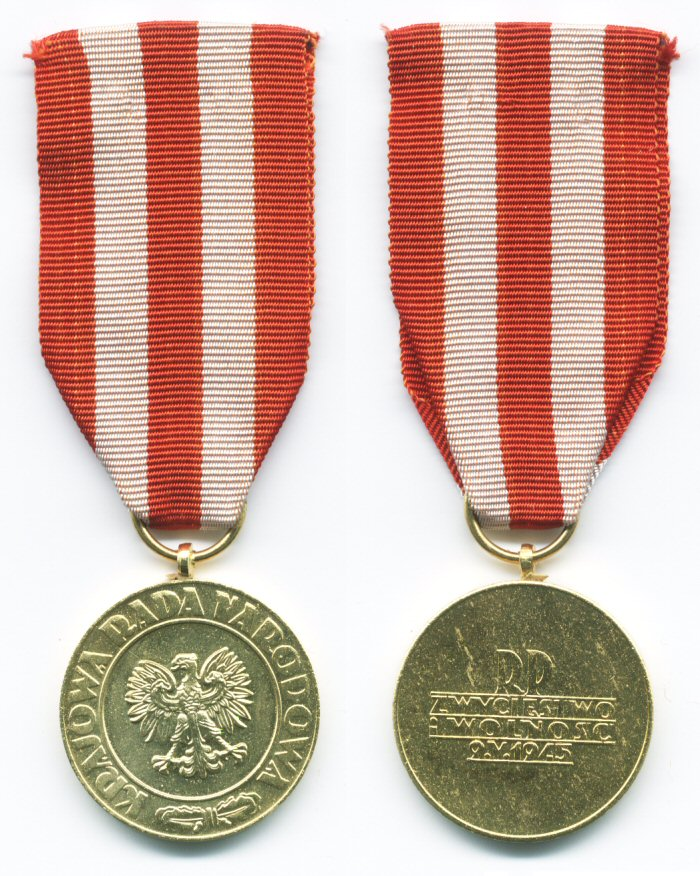
Medal Zwycięstwa i Wolności 1945 zatwierdzony przez Krajową Radę Narodową

## Skład KRN
Oprócz komunistów z PPR zasiadali w KRN członkowie RPPS, GL, ZWM, SL, SD, SP, działacze „niezależni” (np. wywodzący się z PPR i rzekomo reprezentujący Komitet Inicjatywy Narodowej) oraz niewielka grupa posłów żydowskich.
W lipcu 1945 KRN składała się z 273 posłów (PPR – 97, PPS – 77, SL – 56, SD – 17, niezrzeszeni – 26), w grudniu 288 (w tym 55 z PSL i 15 ze Stronnictwa Pracy), w październiku 1946, po „otworzeniu się na nowe środowiska” do KRN zaczęli dołączać działacze innych ugrupowań (głównie środowisk mikołajczykowskiego PSL), m.in. z powodu prześladowania politycznych działaczy PSL przez PPR za pomocą aparatu bezpieczeństwa, liczyła już 444 członków (tyle ile polski Sejm przedwojenny) w tym: PPR – 135, PPS – 111, SL – 62, PSL – 57, SD – 37, SP – 14, mniejszość żydowska (po jednym reprezentancie „Bundu”, komunistów i syjonistów – 3), niezrzeszeni 26.
| Stronnictwa           | Liczba posłów |
| --------------------- | ------------- |
| PPR                   | 139           |
| PPS                   | 112           |
| SL                    | 60            |
| SD                    | 38            |
| PSL                   | 55            |
| PSL „Nowe Wyzwolenie” | 2             |
| Stronnictwo Pracy     | 8             |
| Bezpartyjni           | 30            |
| Razem                 | 444           |

## Kalendarium Krajowej Rady Narodowej
- 31 grudnia/1 stycznia 1943/1944 – powstanie w Warszawie Krajowej Rady Narodowej. W skład KRN weszli działacze Polskiej Partii Robotniczej (PPR), część działaczy Robotniczej Partii Polskich Socjalistów, kilku działaczy Stronnictwa Ludowego „Wola Ludu”. Przewodniczącym KRN został Bolesław Bierut. Wiceprzewodniczącym został Edward Osóbka-Morawski. W skład Prezydium wchodzili: Władysław Kowalski (SL) i Michał Rola-Żymierski[59]
- 1 stycznia 1944 – Utworzenie Armii Ludowej – „zbrojnego ramienia KRN”. Pierwszym Naczelnym Dowódcą został Michał Żymierski „Rola”. Szefem sztabu został gen. Franciszek Jóźwiak[60]
- 5 stycznia 1944 – ukazał się pierwszy numer „Rady Narodowej”, organu prasowego KRN[61]
- 22–23 stycznia 1944 – II posiedzenie KRN, na którym opowiedziano się za linią Curzona, jako wschodnią granicą Polski. Wyrażono także wdzięczność wobec ZSRR za jego gotowość dopomożenia Polsce odzyskania prastarych ziem polskich na zachodzie[62]
- 15 lutego 1944 – wyszedł pierwszy numer „Biuletynu Sprawozdawczego Prezydium KRN”[63]
- 20 lutego 1944 – KRN ustanowiła odznaczenie Krzyż Grunwaldu za wybitne zasługi w walce z Niemcami[64]
- 23 maja 1944 – Związek Patriotów Polskich (ZPP) uznał KRN za najwyższy organ polityczny narodu polskiego[65]
- 20 lipca 1944 – ZPP przekazał KRN zwierzchnictwo na Armią Polską w ZSRR[65]
- 21 lipca 1944 – w Moskwie delegaci KRN na polecenie Józefa Stalina powołali do życia Polski Komitet Wyzwolenia Narodowego[66]
- 25 lipca 1944 – ZPP wybrał 34 swoich przedstawicieli do KRN[65]
- 15 sierpnia 1944 – KRN rozpoczyna w Lublinie jawną działalność[67]
- 11 września 1944 – KRN przyjęła ustawę o organizacji i zakresie działania rad narodowych, stanowiącej prawny fundament działania KRN do momentu powołania Sejmu Ustawodawczego[67]
- 31 grudnia 1944 – zmiana nazwy przewodniczącego KRN na prezydenta KRN. Prezydentem został Bolesław Bierut[68]
- 31 grudnia 1944 – KRN podjęła uchwałę o powołaniu Rządu Tymczasowego. Na jego czele stanął Edward Osóbka-Morawski. I wiceprezesem Rady Ministrów został Władysław Gomułka (PPR) a II wiceprezesem Stanisław Janusz (SL)[69]
- 3 lutego 1945 – KRN podjęła uchwałę o odbudowie Warszawy i skoncentrowaniu w niej najważniejszych władz państwowych[70]
- 21 kwietnia 1945 – Podpisanie w Moskwie ze Stalinem Układu o przyjaźni, pomocy wzajemnej i współpracy powojennej pomiędzy Rzecząpospolitą Polską a ZSRR
- 28 czerwca 1945 – KRN powołała nowy rząd – Tymczasowy Rząd Jedności Narodowej na czele z Edwardem Osóbką-Morawskim[71]
- 31 grudnia 1945 – 3 stycznia 1946 – IX plenarne posiedzenie KRN[72]
- 3 stycznia 1946 – KRN uchwaliła ustawę o przejęciu na własność państwa podstawowych gałęzi gospodarki narodowej[72]
- 27 kwietnia 1946 – KRN uchwaliła ustawę o referendum ludowym[73]
- 28 kwietnia 1946 – KRN uchwaliła ustawę o przeprowadzeniu referendum ludowego. Termin wyznaczono na 30 czerwca 1946[73]
- 30 czerwca 1946 – W Polsce zostało przeprowadzone referendum ludowe. Wyniki zostały sfałszowane[74]
- 20–22 września 1946 – XI plenarne posiedzenie KRN[75]
- 22 września 1946 – KRN uchwaliła ordynację wyborczą do Sejmu Ustawodawczego[76]
- 15 listopada 1946 – Prezydium KRN powołało Państwową Komisję Wyborczą[77]

## Ustawy przyjęte przez KRN w latach 1944−1946
Ogólny bilans dorobku ustawodawczego Krajowej Rady Narodowej różni się w zależności od autora i przyjętej metody klasyfikowania danego dokumentu jako ustawy. Według Tadeusza Mołdawy, KRN uchwaliła w czasie swojej działalności 44 ustawy, z czego na 1944 rok przypada 8, 1945 – 16 i 1946 – 20. W pracy Witolda Zakrzewskiego i Janusza Mordwiłki mowa jest o 42 ustawach, a po rozbiciu na poszczególne lata ich liczba przedstawia się następująco: 1944 – 8, 1945 – 8, 1946 – 26. Stefan Stępień w swojej pracy przedstawia następującą ich liczbę:.
| Data               | Nazwa ustawy | Tryb procedowania                                 |
| ------------------ | --- | ------------------------------------------------- |
| 6 maja 1945 r.     | O wyłączeniu ze społeczeństwa polskiego wrogich elementów                                                                                      | Dekret                                            |
| 6 maja 1945 r.     | O majątkach opuszczonych i porzuconych | Dekret                                            |
| 3 stycznia 1946 r. | O utworzeniu przedsiębiorstwa państwowego Polskie Linie Lotnicze „Lot”                                                                         | Dekret                                            |
| 3 stycznia 1946    | O dodatku naukowym do uposażenia | Dekret                                            |
| 23 września 1946   | O utworzeniu Rady Szkół Wyższych | Dekret                                            |
| 23 września 1946   | O dodatku przejściowym do pensji weteranów powstań narodowych oraz wdów po nich                                                                | Dekret                                            |
| 23 lipca 1945      | O zmianie ustawy z 6 maja 1945 r. o majątkach opuszczonych i porzuconych                                                                       | Inicjatywa posłów lub klubu, głosowanie w komisji |
| 23 lipca 1945      | O zmianie ustawy o zaopatrzeniu inwalidzkim | Inicjatywa posłów lub klubu, głosowanie w komisji |
| 23 lipca 1945      | O zasiłkach i pomocy dla osób pozostałych po uczestnikach ruchu podziemnego, poległych w walce o wyzwolenie Polski spod najazdu hitlerowskiego | Inicjatywa posłów lub klubu, głosowanie w komisji |
| 3 stycznia 1946    | O nadzorze nad lecznictwem | Inicjatywa posłów lub klubu, głosowanie w komisji |
| 22 września 1946   | Ordynacja wyborcza do Sejmu Ustawodawczego | Inicjatywa posłów lub klubu, głosowanie w komisji |
| 15 sierpnia 1944   | O tymczasowym trybie wydawania dekretów z mocą ustawy                                                                                          | Głosowanie na sali plenarnej w trakcie sesji      |
| 11 września 1944   | O kompetencji Przewodniczącego Krajowej Rady Narodowej                                                                                         | Głosowanie na sali plenarnej w trakcie sesji      |
| 31 grudnia 1944    | O zmianie ustawy z 11 IX 1944 r. o organizacji i zakresie działania rad narodowych                                                             | Głosowanie na sali plenarnej w trakcie sesji      |
| 31 grudnia 1944    | O powołaniu Rządy Tymczasowego Rzeczypospolitej Polskiej                                                                                       | Głosowanie na sali plenarnej w trakcie sesji      |
| 3 stycznia 1945    | O trybie wydawania dekretów z mocą ustawy | Głosowanie na sali plenarnej w trakcie sesji      |
| 6 maja 1945        | O zniesieniu statutu organicznego województwa śląskiego                                                                                        | Głosowanie na sali plenarnej w trakcie sesji      |
| 6 maja 1945        | O częściowej zmianie ustawy z 11 IX 1944 r. o organizacji i zakresie działania rad narodowych                                                  | Głosowanie na sali plenarnej w trakcie sesji      |
| 6 maja 1945        | O uregulowaniu uposażeń członków Prezydium KRN                                                                                                 | Głosowanie na sali plenarnej w trakcie sesji      |
| 23 września 1946   | O uregulowaniu uposażeń członków Prezydium KRN                                                                                                 | Głosowanie na sali plenarnej w trakcie sesji      |
| 31 grudnia 1944    | O zmianie ustawy z 11 IX 1944 r. o kompetencji Przewodniczącego KRN                                                                            | Dyskusja na plenum KRN lub w komisji              |
| 23 lipca 1945      | O prawie odwoływania posłów do KRN | Dyskusja na plenum KRN lub w komisji              |
| 22 lipca 1945      | O ustanowieniu Narodowego Święta Odrodzenia Polski                                                                                             | Dyskusja na plenum KRN lub w komisji              |
| 3 stycznia 1946    | O zmianie ustawy z 11 IX 1944 r. o organizacji i zakresie działania rad narodowych                                                             | Dyskusja na plenum KRN lub w komisji              |
| 11 września 1946   | O organizacji i zakresie działania rad narodowych                                                                                              | Burzliwa, polemiczna dyskusja                     |
| 3 stycznia 1946    | O przejęciu na własność państwa podstawowych gałęzi gospodarki narodowej                                                                       | Burzliwa, polemiczna dyskusja                     |
| 3 stycznia 1946    | O zakładaniu nowych przedsiębiorstw i popieraniu prywatnej inicjatywy w przemyśle i handlu                                                     | Burzliwa, polemiczna dyskusja                     |
| 27 kwietnia 1946   | O głosowaniu ludowym | Burzliwa, polemiczna dyskusja                     |
| 28 kwietnia 1946   | O przeprowadzeniu głosowania ludowego | Burzliwa, polemiczna dyskusja                     |
| 28 kwietnia 1946   | O obywatelstwie państwa polskiego osób narodowości polskiej zamieszkałych na obszarze Ziem Odzyskanych                                         | Burzliwa, polemiczna dyskusja                     |
| 20 września 1946   | Ustawa skarbowa z 20 IX na okres od 1 IV 1946 r. do 31 XII 1946                                                                                | Burzliwa, polemiczna dyskusja                     |
| 20 września 1946   | O planowaniu inwestycji oraz planie dofinansowania inwestycji na okres od 1 IV do 31 XII 1946                                                  | Burzliwa, polemiczna dyskusja                     |

Prócz wyżej wymienionych 31 ustaw wniesionych przez rząd lub Prezydium KRN część aktów prawnych dotyczyło ratyfikacji umów i układów międzynarodowych o bilateralnych stosunkach Polski z ZSRR, Jugosławią oraz konwencji, m.in. przystąpienia Polski do Organizacji Narodów Zjednoczonych, Międzynarodowego Funduszu Walutowego, które były uchwalane jednomyślnie i nie towarzyszyła im zazwyczaj dyskusja. Niezależnie od liczby ustaw opublikowanych w „Dzienniku Ustaw” przyjmuje się, że 75% dorobku ustawodawczego Krajowej Rady Narodowej było rezultatem inicjatywy ustawodawczej władz, a akty prawne były uchwalane bez wprowadzania zmian w przedłożonych projektach.